# 拜姆克羅伊茨山
46°51′28″N 12°30′4″E / 46.85778°N 12.50111°E
拜姆克羅伊茨山（德語：Beim Kreuz），是奧地利的山峰，位於該國西部，由蒂羅爾州負責管轄，屬於維爾格拉滕山脈的一部分，該山峰海拔高度2,783米。